# ويليام ميد فيشباك
ويليام ميد فيشباك هو محامي وسياسي أمريكي، ولد في 5 نوفمبر 1831 في مقاطعة كلبيبر في الولايات المتحدة، وتوفي في 9 فبراير 1903 في فورت سميث في الولايات المتحدة بسبب سكتة دماغية. نشط حزبياً في الحزب الديمقراطي. وقد انتخب عضو مجلس نواب أركنساس ‏ وانتخب حاكم أركنساس ‏ (14 يناير 1893 – 18 يناير 1895).